# شهرستان آستانه اشرفیه
شهرستان آستانه اشرفیه (به گیلکی: أسسؤنه) از شهرستان‌های استان گیلان در شمال ایران است.
مرکز این شهرستان آستانه اشرفیه است.
از خاندان های بزرگ شهرستان آستانه اشرفیه می شود به خانواده های آستانه ، جلالی ، پورمدیر، تقوی، اخوان، دژبرد، خوشحال، تجن، مزاری، محتشمی، کفشدار، تجان،عادل،محمدی خواه،قربانپور،شعبانی،دیوان حسینی،آدر، اشاره نمود.

## تقسیمات کشوری
- بخش مرکزی شهرستان آستانه اشرفیه
  - دهستان دهشال
  - دهستان کورکا
  - دهستان کیسم
  - دهستان چهارده

شهر: آستانه اشرفیه
- بخش کیاشهر
  - دهستان دهکا
  - دهستان کیاشهر

شهر: بندرکیاشهر

### منطقه آزاد
از سال ۱۳۹۲ با افزایش محدوده منطقه آزاد شهرستان آستانه اشرفیه نیز به محدوده منطقه آزاد افزوده شده پیش از این شهرستان‌های رشت و انزلی در محدوده آزاد بودند. محدوده‌ای به مساحت (۵۵۷۸) هکتار از شمال به طول (۲۱۹۰۵) متر به دریا، از جنوب به طول (۲۹۰۵۲) متر به اراضی محدوده شهرستان رشت، از غرب به طول (۳۳۵۰) متر به محدوده فعلی منطقه آزاد تجاری ـ صنعتی انزلی و از شرق به طول (۶۱۸۱) متر به رودخانه سفیدرود واقع در شرق محدوده فعلی منطقه آزاد تجاری ـ صنعتی انزلی در شهرستان آستانه اشرفیه. پارک ملی بوجاق بندرکیاشهر نیز با کاربری گردشگری در محدوده منطقه آزاد قرار دارد.

## موقعیت جغرافیایی
آستانه اشرفیه در ۳۵ کیلومتری مرکز شهرستان رشت واقع است و فاصلهٔ آن تا شهر لاهیجان ۷ کیلومتر است.
این شهرستان با وسعت ۴۲۶/۶ کیلومتر مربع در شرق گیلان در عرض جغرافیایی ۳۷ درجه و ۱۶ دقیقه و طول جغرافیایی ۴۹ درجه و ۵۶ دقیقه شرق نصف النهار مبدأ واقع شده‌است و ارتفاع متوسط آن از سطح دریا -۲ متر است.
شهرستان آستانه اشرفیه با جمعیت ۱۲۵٫۴۳۷ نفر از دو بخش مرکزی با ۴ دهستان (کورکاء، دهشال، کیسم و چهارده) و بخش بندر کیاشهر با ۲ دهستان (دهسر و دهکاء) تشکیل شده‌است.
۴۲ درصد جمعیت این شهرستان شهرنشین و ساکن در دو شهر آستانه اشرفیه و بندر کیاشهر و ۵۸ درصد روستانشین و ساکن در ۱۰۷ روستا می‌باشند.
این شهرستان شامل دو شهر، دو بخش، ۶ دهستان و ۹۸ آبادی می‌باشد. شهر آستانه اشرفیه مرکز شهرستان است که در تلفظ محلی به آن «پیله أسسؤنه» گفته می‌شود. طول جغرافیایی آن °۴۹ وَ ۵۸ شرقی و عرض جغرافیائی آن °۳۷ وَ ۱۵ شمالی است
پلی به طول ۸۵۰ متر در این شهر بر روی سفیدرود احداث گردیده‌است که این شهر را به رشت مرتبط می‌سازد.
آرامگاه دکتر محمد معین نیز در شهر آستانه قرار دارد.

## وجه تسمیه
در گذشته به دلیل وجود نژاد کوچ ها 
در این شهر ، کوچان نامیده می‌شد.
این شهرستان دارای امامزاده و سادات زیادی است.

## آب و هوا

نقشهٔ آب و هوایی ایران. آب و هوای آستانه اشرفیه معتدل و فوق‌العاده مرطوب است.

آب وهوای آستانه مانند دیگر نقاط گیلان از نوع آب و هوای معتدل مدیترانه‌ای با رطوبت کمی بیشتر می‌باشد. در بعضی از سال‌ها، چنانچه توده هوای سرد شمال، این ناحیه را تحت تأثیر قرار دهد، نظم و اعتدال چند ساله به هم خورده و شدت سرما، زیاد می‌شود.
اب و هوای آستانه اشرفیه بایگانی‌شده  در ۵ ژانویه ۲۰۱۱ توسط Wayback Machine
اب وهوای کیاشهر بایگانی‌شده  در ۹ ژوئن ۲۰۱۱ توسط Wayback Machine

## تاریخ
این شهر در قدیم «کوچان» نام داشته‌است. کاشانی در تاریخ اولجایتو از کوچیان نام برده که احتمالاً صورت دیگر همین نام است (ص ۶۰). پس از به خاک سپردن آقاسیدحسن یا سیدابراهیم معروف به سلطان سیدجلال‌الدین اشرف (ع) فرزند امام‌موسی کاظم (ع) در آنجا، به تدریج نام کوچیان فراموش گردید و نام آستانه اشرفیه متداول شد. اسکندربیک ترکمان، نام این روستا را آستانه، یاد کرده و آن را از توابع لاهیجان به‌شمار آورده‌است (۱/۵۱۴). فومنی گیلانی نیز در تاریخ خود نامی از آستان اشرفیه به میان آورده‌است (ص ۱۰۳). مکنزی که در ۱۲۷۴ق/۱۸۵۷م از اینجا گذشته جمعیت آستانه را در حدود ۷۰ خانوار برآورد کرده‌است. به گفته او در فصل ابریشم در آنجا به زائران حرم جلال‌الدین اشرف غذای رایگان داده می‌شود (ص ۲۲).
رابینو نیز از آستانه نام برده و شرحی دربارهٔ آن به دست داده‌است. به گفته او هر سال در فصل ابریشم زائران به سوی این زیارتگاه سرازیر می‌شده‌اند و بازار بزرگی که در آن شهر ساخته شده بود منبع سود زیادی برای صاحبان آن بوده‌است (ص ۳۷۳).
. قاسم خان گمرکچی ثروتمندترین خان در تاریخ آستانه و همچنین از صاحبان این بازار بود. وی بیش از نیمی از زمین‌های کوچان را در اختیار داشت.

## رودخانه‌های مهم آستانه اشرفیه و کیاشهر
شهرستان آستانه اشرفیه به خاطر داشتن چندین رودخانه در اطراف خود، یکی از شهرستانهای سرسبز استان گیلان محسوب می‌شود
- سفید رود
- شمرود
- سالارجوب
- حشمت رود

## جنگل و درختان
منطقه سرسبز آستانه اشرفیه پوشیده از سبزه، خزه، درختچه و درختان انبوه است. درختان این ناحیه عبارتند از:
تسکا، ازگیل، گردو، آلو، ازدار، انار، انجیر، به، پلت، توت، گلابی وحشی، سیب، شاه بلوط، تمشک، بید، افرا، گیلاس و …

## جانداران
حیوانات این منطقه عبارتند از:
- چهارپایان اهلی:گاو، اسب، گوسفند، میش، سگ، گربه و گاومیش
- چهارپایان وحشی:شغال، روباه، گرگ، خرگوش، آهو، گربه وحشی، سمور، جوجه تیغی، خوک، گراز، سنجاب، کفتار و نوعی موش سینه سفید که نسبتاً دراز اندام و ظریف است که به محلی به ان گنج بانو گویند و معروف است که در اطراف دفینه‌ها لانه می‌کند.
- پرندگان اهلی:مرغ، اردک، غاز، بوقلمون
- پرندگان دیگر:قوش (الغ)، باز، بلبل، قرقاول (تورنگ)، توکا، تولک، تیهو، جغد، قدجقه (جینجیره)، چارخو، چوب پا (نوعی اردک)، چنگر، گنجشک (چیشنک یا چی چی نی)، پرستو (حاج جاجی)، خوتکا، دارکوب، خوبوسه (نوعی بلبل)، درنا، دم جنبانک (دم بلاسکونه)، بلدرچین، سار، سرت، راب ایشکن (نوعی بلدرچین)، سبزقبا (یاکریم)، کلاغ (سیا کلاچ)، شاهین، سینه سرخ، قره قوش، غاز وحشی (شلخت)، شانه به سر، قرقی (واشک)، زاغچه (کشکرت)، کبوتر، گپر، هفت رنگ، زلوزن و…
- خزندگان:لاک پشت، خرچنگ، زالو، مارمولک، سوسمار، مار

## محصولات

خوشه‌های برنج

از محصولات زراعی این شهرستان می‌توان بادام زمینی (که در واقع مرغوب‌ترین بادام ایران است)، برنج (انواع برنج‌های معطر و طارمی، دم سیاه و…)، گوجه سبز و تخمه آفتاب گردان و مرکبات نام برد.
به دلیل کیفیت و سبکی خاک این منطقه که بیشتر حاصل رسوبات سفیدرود است هویج نیز از محصولات آن است. این شهرستان از مراکز عمده تولید فلفل سبز دانست. ضمناً این شهرستان دارای نوعی کدو تنبل است که از نظر ارزش تغذیه در سطح بالایی قرار دارد. آستانه اشرفیه از مراکز اصلی تولید نهال صنوبر است.
همچنین صید ماهی در دهستان دستک و بندر کیاشهر در سواحل خزر رونق فراوان دارد.

## بزرگان علمی و دینی و هنری
- محمد معین - استاد رشته زبان و ادبیات فارسی دانشگاه تهران
- سیدعلی نورحسینی - شاعر و پژوهشگر برجسته آستانه اشرفیه - دکترای کشاورزی - فارغ التحصیل دانشگاه تهران

## اماکن
- - هتل دهدار
- پارک ساحلی آستانه اشرفیه
- پارک ملی بوجاق بندرکیاشهر
- پارک جنگلی بندرکیاشهر
- آرامگاه آقا سید جلال‌الدین اشرف

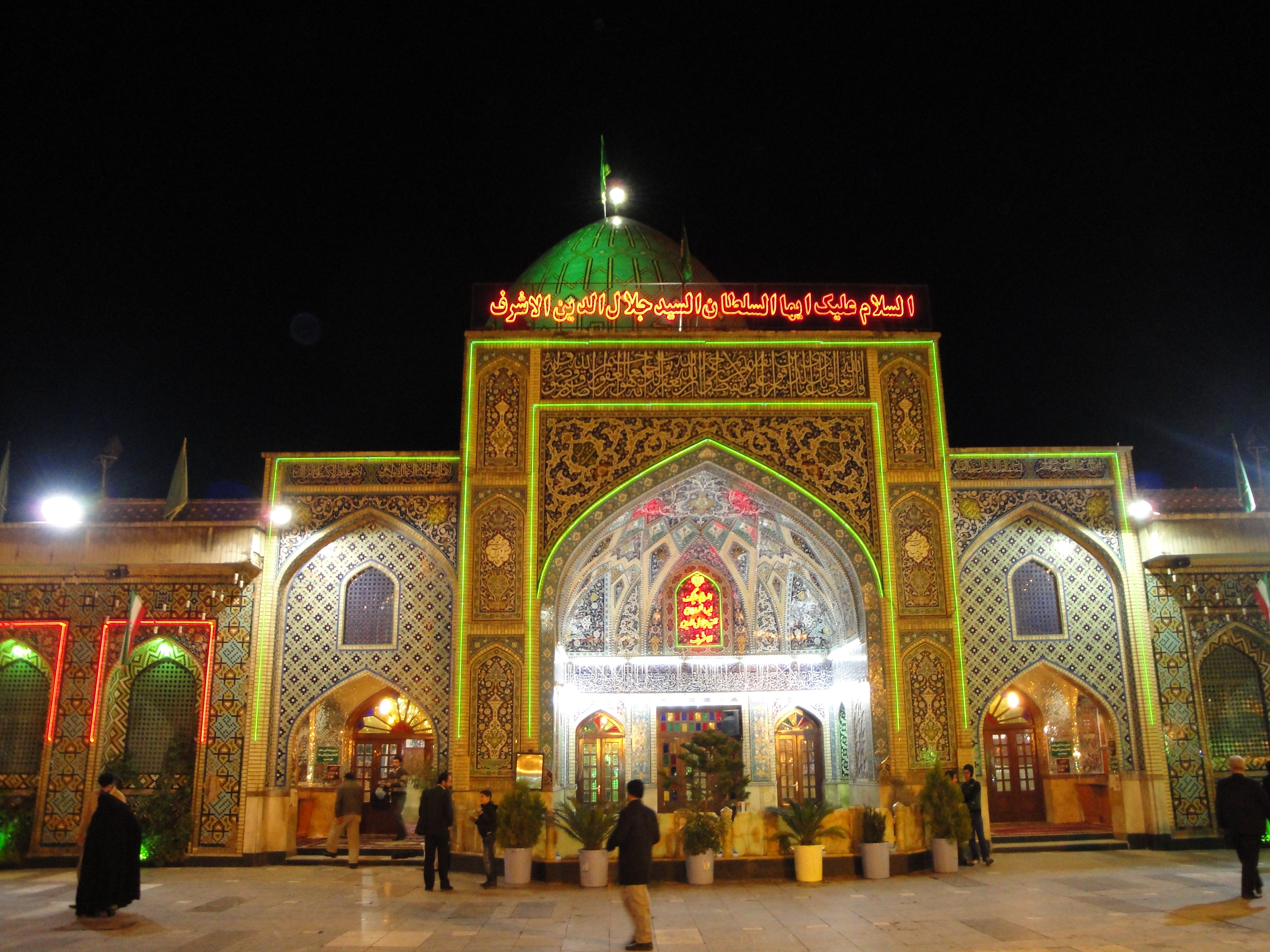
نما بیرونی مرقد سیدجلال‌الدین اشرف

- بقعه‌های آقا سید حسن و آقا سید محمد.
- بقعه‌های آقاسید محمد کماچال
- مناظر حاشیهٔ رودخانهٔ سپید رود
- آرامگاه دکتر محمد معین
- پل چوبی بندرکیاشهر
- پل خشتی نیاکو و کیسم
- تونل جنگلی صفرابسته
- سواحل دستک
- منطقهٔ زیبای عسگر آباد دهکاء
- مسجد و بارگاه مطهر امامزاده آقا سید ناصرالدین علوی کاچا چهارده

## دانشگاه‌ها
- دانشگاه آزاد اسلامی واحد آستانه اشرفیه
- دانشگاه غیرانتفاعی مهر آستان
- دانشگاه پیام نور
- آموزشکده فنی امام جعفر صادق (ع)

## نگارخانه

ساحل کیاشهر
خانه روستایی
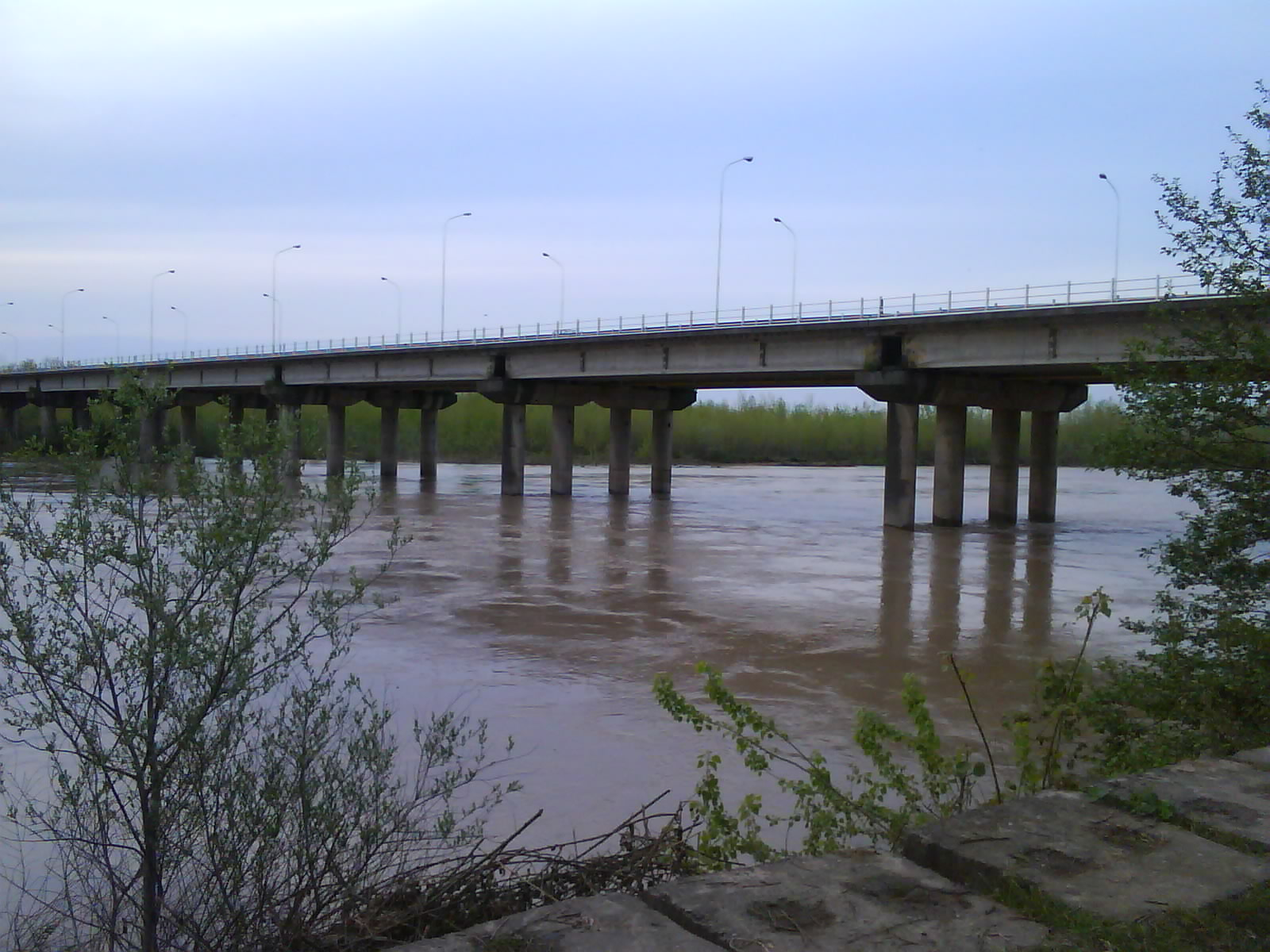
پل بزرگ استانه اشرفیه